# Léopoldine de Bade
Titres
Épouse du chef de la maison de Hohenlohe-Langenbourg
24 septembre 1862 – 23 décembre 1903
(41 ans, 2 mois et 29 jours)
Épouse du gouverneur d'Alsace-Lorraine
octobre 1894 – 23 décembre 1903
(9 ans et 2 mois)
Léopoldine de Bade (en allemand : Leopoldine von Baden), princesse de Bade et, par son mariage, princesse de Hohenlohe-Langenbourg, est née le 22 février 1837 à Karlsruhe, dans le grand-duché de Bade, et morte le 23 décembre 1903, à Strasbourg, dans l'Empire allemand. Épouse du prince Hermann de Hohenlohe-Langenbourg, c'est une princesse allemande.

## Biographie
Quatrième et la plus jeune des filles de Guillaume de Bade (1792-1859) et d'Élisabeth-Alexandrine de Wurtemberg (1802-1864), fille de Louis-Frédéric de Wurtemberg, la princesse Léopoldine est une cousine germaine du grand-duc Frédéric Ier de Bade. 
La princesse Léopoldine se marie le 24 septembre 1862 à Karlsruhe avec Hermann de Hohenlohe-Langenbourg (1832-1913), deuxième fils du prince Ernest Ier de Hohenlohe-Langenbourg et de Théodora de Leiningen mais héritier du titre en raison du mariage morganatique de son frère aîné. Ils ont trois enfants :
- Ernest II de Hohenlohe-Langenbourg (1863-1950) qui succède à son père, marié en 1896 à Alexandra d'Édimbourg (1878-1942).
- Élise de Hohenlohe-Langenbourg (en) (1864-1929) ; mariée en 1884 à Henri XXVII Reuss branche cadette (1858-1928).
- Théodora de Hohenlohe-Langenbourg (1866-1932) ; princesse de Linange par son mariage en 1894 à Emich V de Leiningen (en) (1866-1939).

La princesse Léopoldine fonde la Leopoldine Association. À Strasbourg, où son mari est nommé gouverneur de l'Alsace-Lorraine, elle a surtout des fonctions cérémonielles. Elle est morte le jour avant le Réveillon de Noël 1903, après une longue maladie. Elle est enterrée dans le cimetière familial de Langenbourg.

## Distinctions
- 1871 : dame de l'Ordre d'Olga
- 21 février 1900 : dame grand-croix de l'ordre de Sainte-Catherine